# Zoophthorus trochanteralis
Zoophthorus trochanteralis är en stekelart som först beskrevs av Dalla Torre 1902.  Zoophthorus trochanteralis ingår i släktet Zoophthorus och familjen brokparasitsteklar. Arten är reproducerande i Sverige. Inga underarter finns listade i Catalogue of Life.